# Francuskie.pl
Francuskie.pl – polski portal internetowy, założony w 2004 roku przez Jędrzeja Chmielewskiego, w swojej tematyce poświęcony motoryzacji francuskiej. Informuje na temat działalności należącej do Stellantis części wywodzącej się z dawnej grupy Groupe PSA (marki Citroën, DS, Opel, Peugeot) oraz grupy Renault (marki Renault, Alpine, Dacia). Serwis był notowany w rankingu Alexa na miejscu 756 649 na świecie.

## Historia
Strona została uruchomiona 31 sierpnia 2004 roku. Początkowo był to niewielki serwis informacyjny, w którym można było znaleźć krótkie wiadomości na temat marek Citroën, Peugeot i Renault. W 2005 redaktorem naczelnym został Krzysztof Gregorczyk. Od 2016 roku w zespole pracuje Małgorzata Kozikowska, która przeszła do Francuskie.pl z Onetu. Z portalem współpracowała Małgorzata Karolina Piekarska, pisarka. 

## Działalność
Francuskie.pl to przede wszystkim informacje na temat marek Alpine, Citroën, DS Automobiles, Dacia, Opel, Peugeot i Renault, testy samochodów francuskich oraz kalendarium wydarzeń. Dużą część stanowią materiały historyczne. Publikowane są przeglądy prasy, przygotowywane przez Krzysztofa Gregorczyka. Ważną częścią działalności jest wspieranie spotkań i zlotów fanów oraz miłośników marek francuskich w Polsce.

### Wyprawy długodystansowe
Redaktorzy Francuskie.pl wielokrotnie organizowali długodystansowe wyprawy francuskimi samochodami zarówno w Polsce, takie jak „W 48h dookoła Polski”, jak i za granicą – „Tam i z powrotem czyli Renault Koleos wokół Nowej Zelandii”. Wraz z ekipą Polskiego Radia pojechali w jedną z najdłuższych wypraw (ponad 10 tysięcy kilometrów) do Gruzji i Turcji, a z Marzeną Chełminiak z Radia Zet objechali Krym.

## Popularność
Według danych Google Analytics z 01.01.2019 w roku 2018 Francuskie.pl miało 1,26 miliona czytelników, w 98% z Polski. Blisko 18% odwiedzających stanowią kobiety. 

## Działy serwisu
- Wiadomości
- Testy
- Katalog Samochodów
- Wyprawy
- Przegląd prasy
- Historia
- Artykuły
- Wydarzenia